# Tréglonou
Tréglonou (prononcé [tʁeɡlɔnu]) est une commune du département du Finistère, dans la région Bretagne, en France, que borde la rive méridionale de l'Aber-Benoît.

## Géographie

### Situation
Tréglonou est situé dans le nord du département du Finistère et traditionnellement dans le Pays de Léon; c'est une commune littorale de la Manche et plus précisément de l'Aber Benoît, un aber dont elle est riveraine de la rive gauche.
Les altitudes au sein du finage communal s'échelonnent entre le niveau de la mer et 54 mètres au lieu-dit Kerantour au sud de la commune. Le bourg est excentré vers le nord-est au sein du territoire communal car sa partie ancienne est presque littorale de l'Aber Benoît, même s'il s'est étendu dans le courant du XXe siècle sur le plateau en direction du sud-est. L'habitat rural est traditionnellement dispersé en hameaux et fermes isolées.
Le sentier de grande randonnée GR 34 longe la rive gauche de l'Aber Benoît. Un pont permet à la route départementale 28 de traverser l'Aber Benoît et de rejoindre Lannilis, commune située sur la rive droite du dit aber.

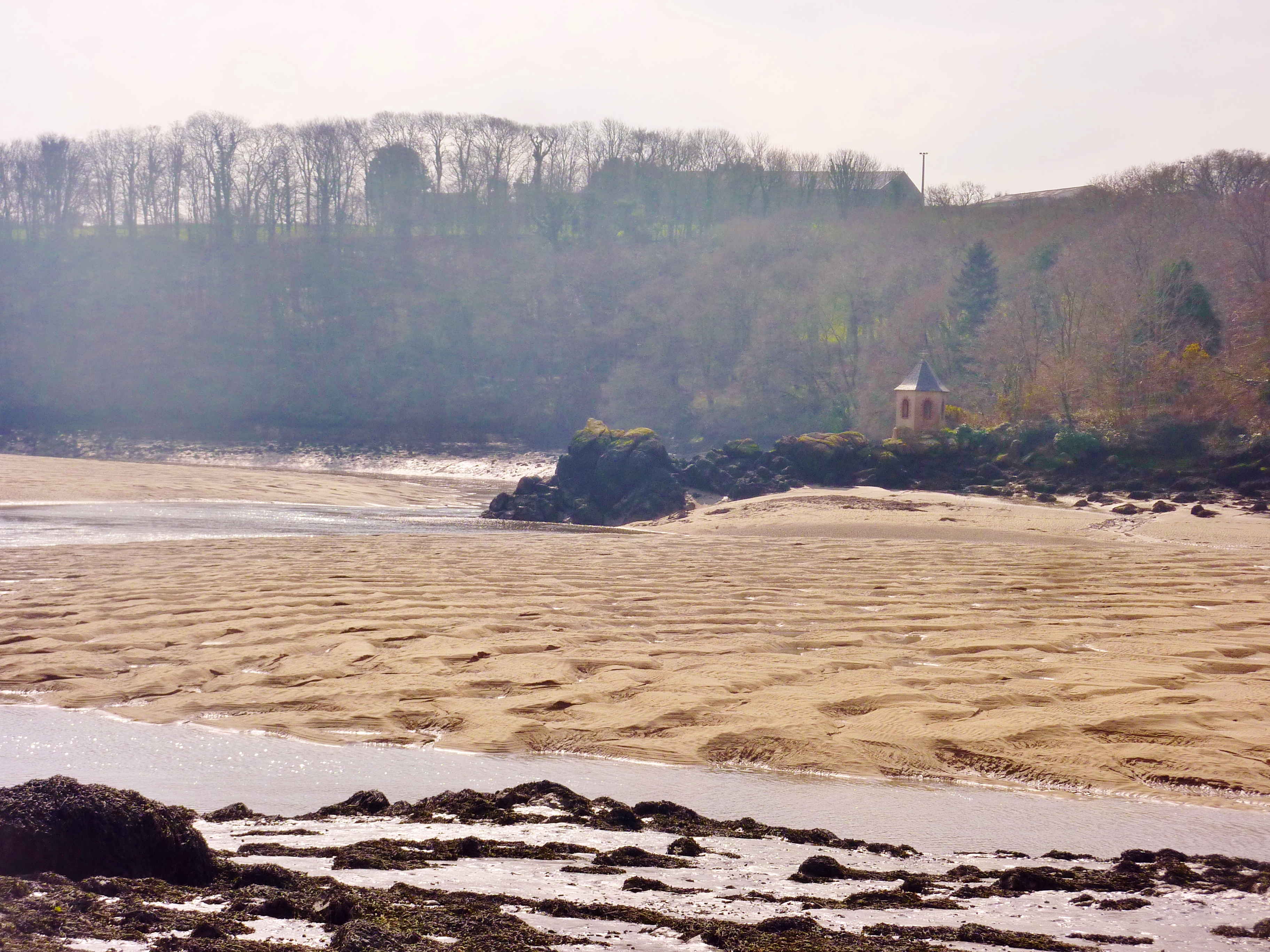
Aber Benoît : l'ancien gué de Roc'h an Diaoul et son kiosque.
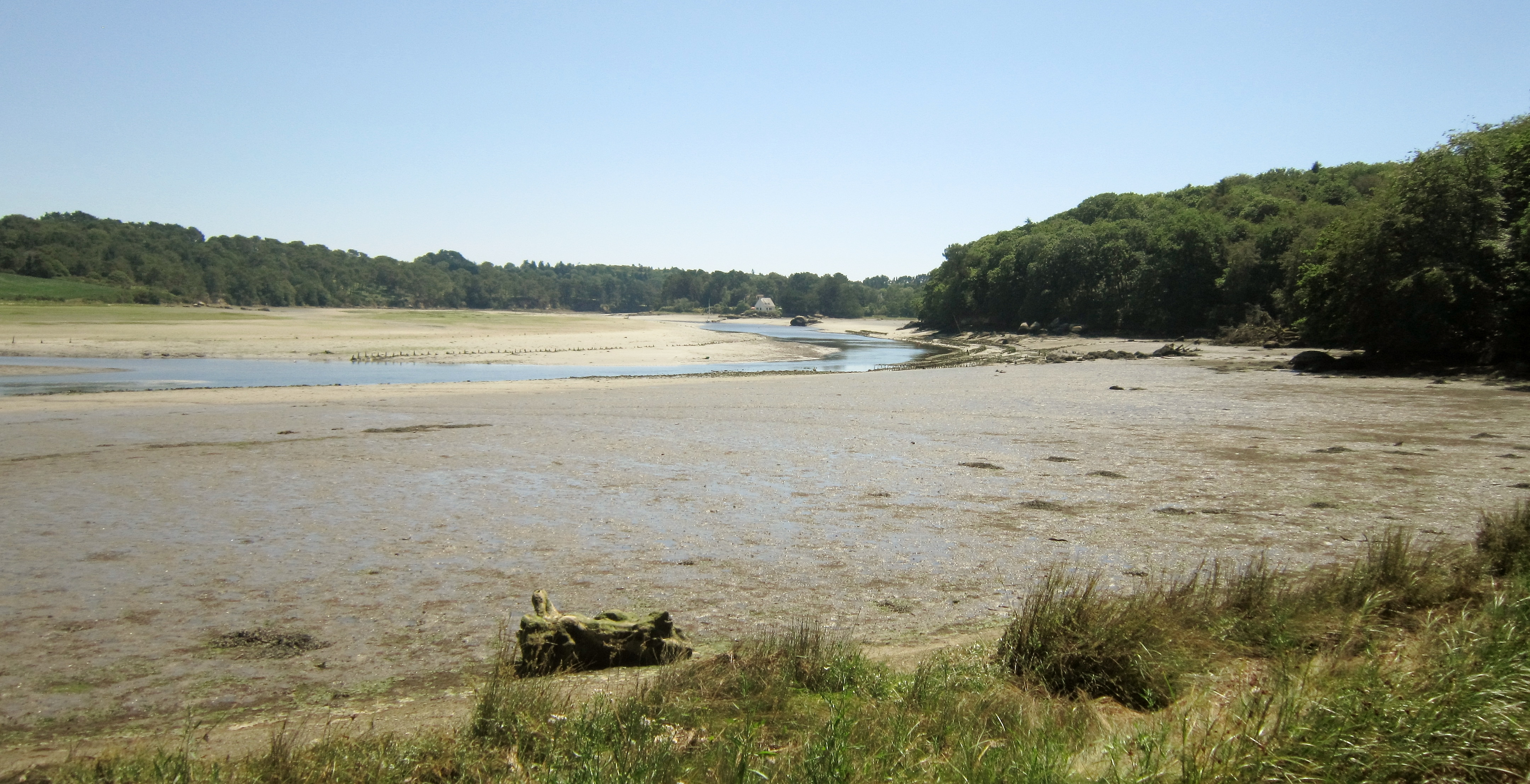
L'Aber Benoît à marée basse vu vers l'amont depuis le GR 34 aux environs de Trouzilit en Tréglonou.
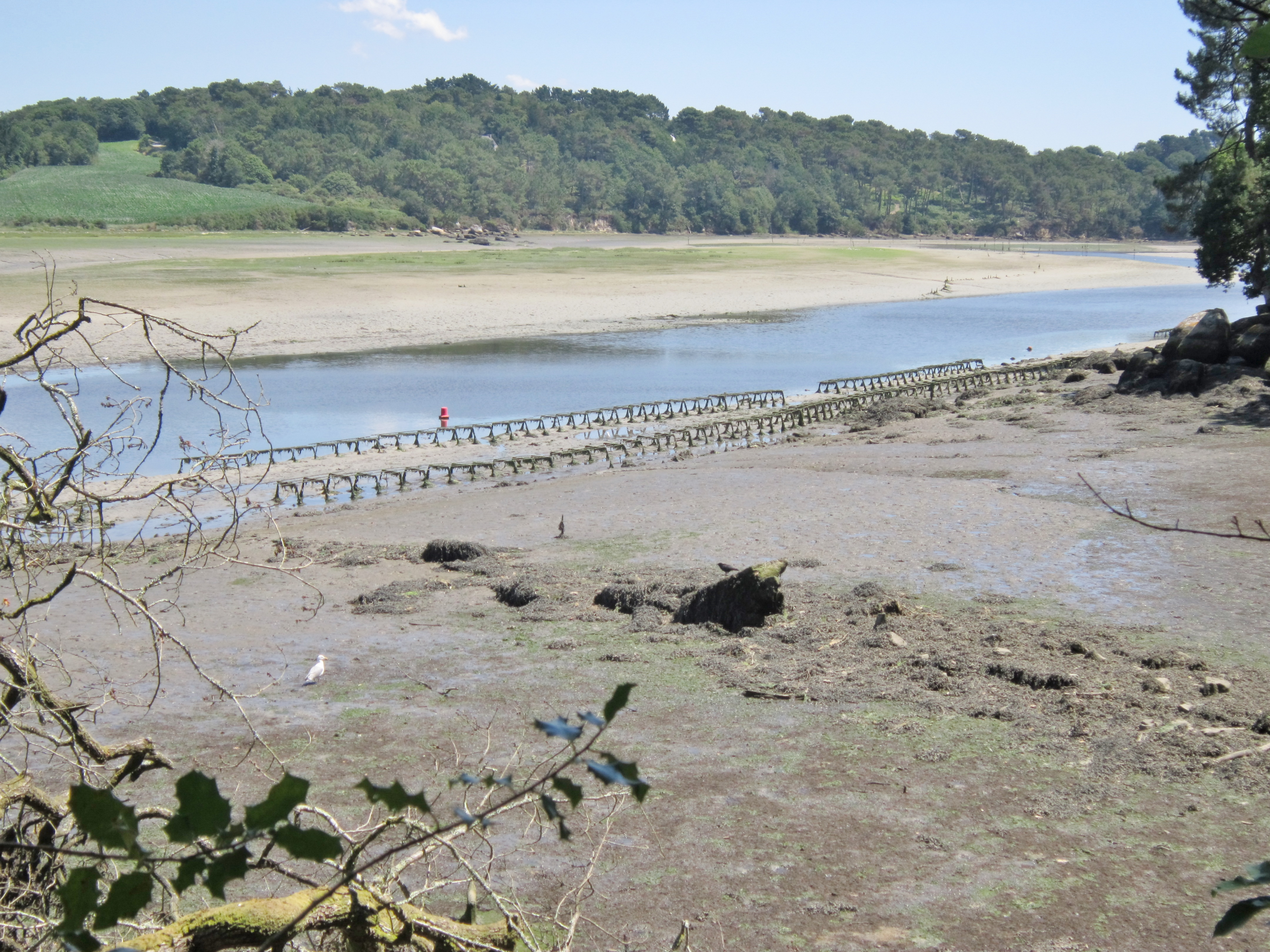
Anciennes tables ostréicoles dans l'Aber Benoît vues à marée basse depuis le GR 34 aux environs de Trouzilit.
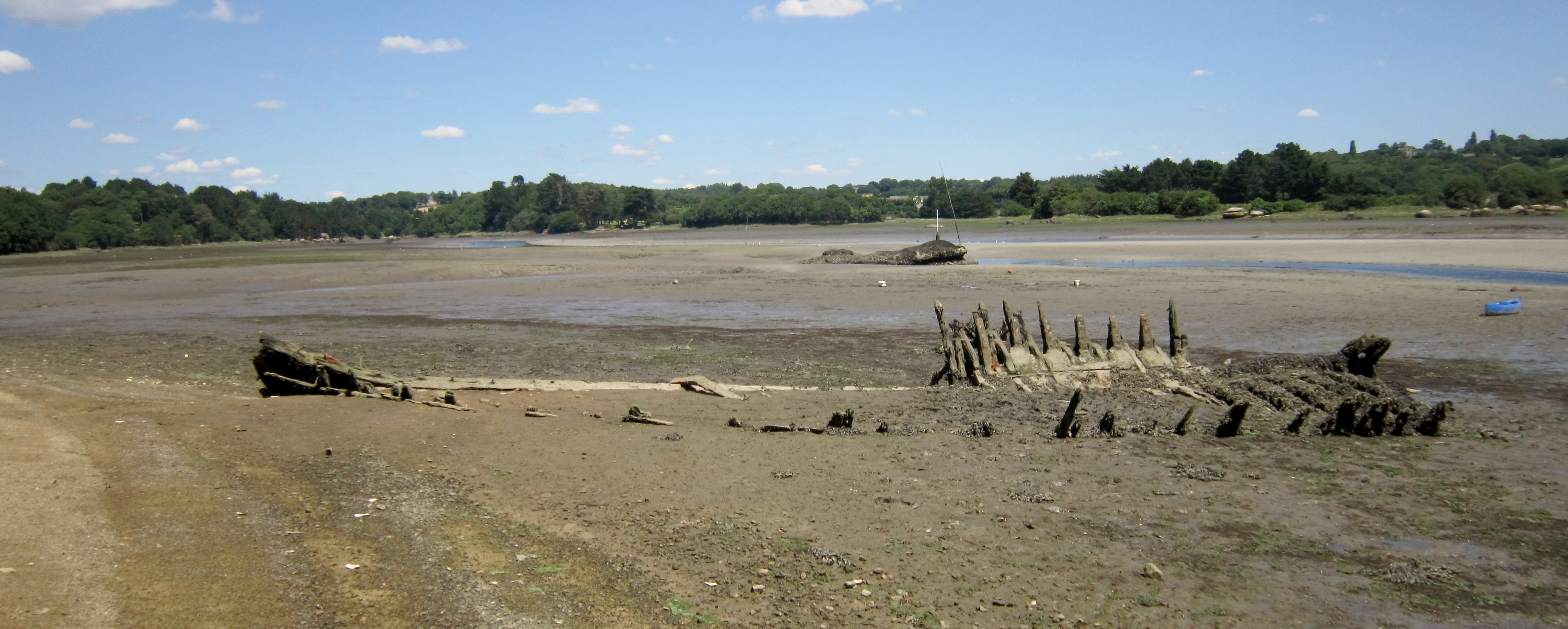
Vieille coque abandonnée dans l'Aber Benoît vue à marée basse (GR 34 aux environs de Trouzilit).
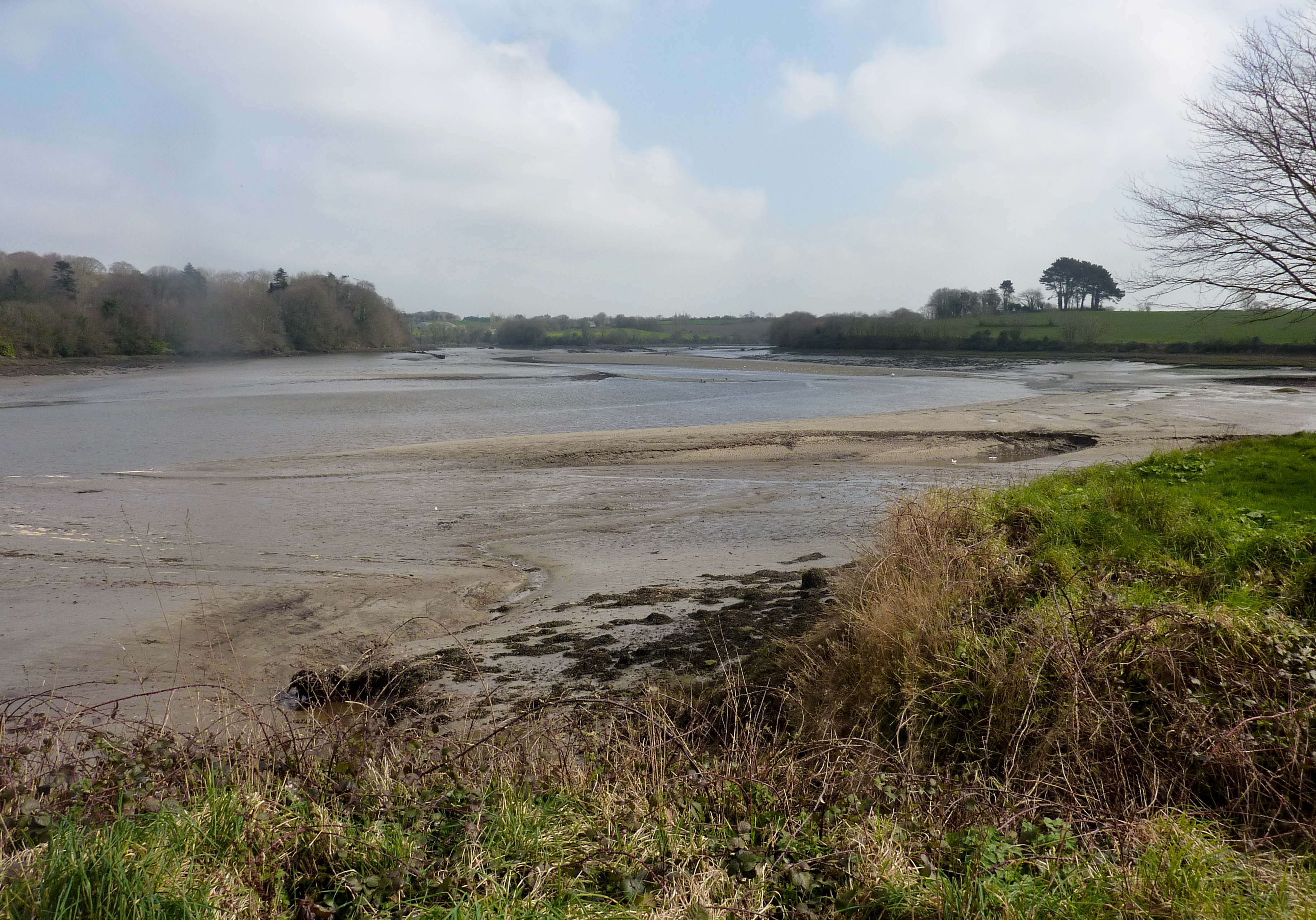
L'Aber Benoît vu de sa rive près du pont de Tréglonou (vue vers l'amont).
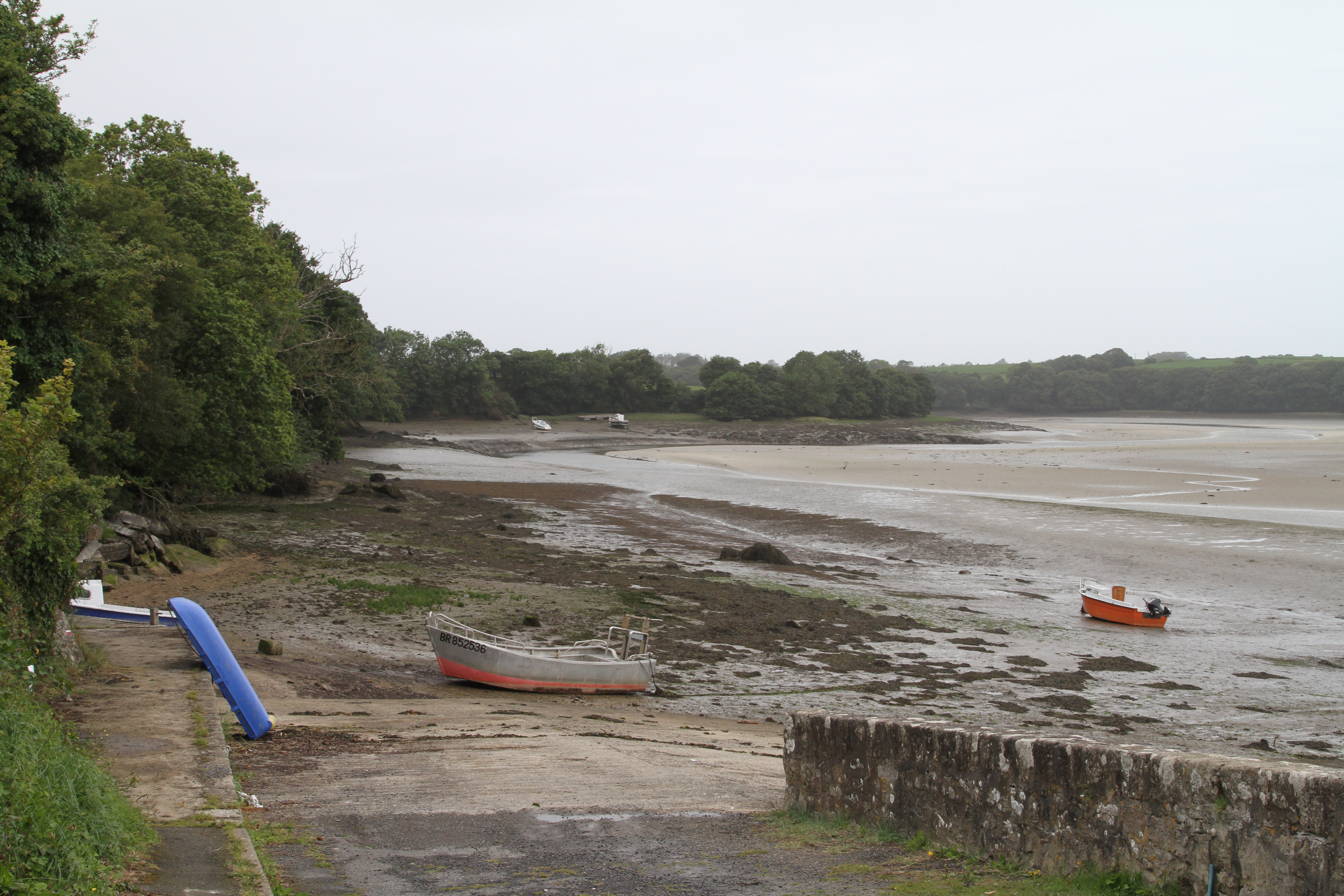
Tréglonou : cale sur l'Aber Benoît.

### Communes limitrophes

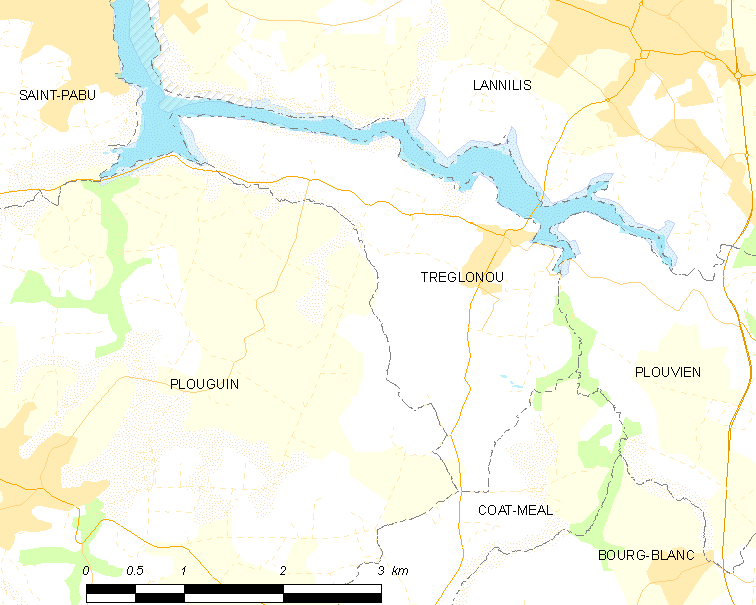
Frontières de la commune.

| Saint-Pabu | Lannilis  |                |
|            | Tréglonou | Loc-Brévalaire |
| Plouguin   | Coat-Méal | Plouvien       |

### Cadre géologique

Carte géologique du Massif armoricain.

Géologiquement, la commune située au Nord-Ouest du Massif armoricain, appartient au domaine structural de la zone de Léon qui constitue un vaste antiforme métamorphique de 70 km sur 30 km orienté NE-SW, plongeant légèrement vers l'Est. Cette région est considérée comme un « empilement de nappes déplacées du Sud vers le Nord dans des conditions ductiles lors de l'orogenèse hercynienne » (phase tardive du Viséen). Ces nappes sont composées d'une semelle de gneiss (orthogneiss migmatisé de Plounévez-Lochrist et Tréglonou), d'une nappe intermédiaire (le Conquet – Penzé : paragneiss de Lesneven, micaschistes du Conquet), d'une nappe supérieure à schistes briovériens recoupés par des granodiorites intrusives déformées et métamorphisées (orthogneiss de Brest). Postérieurement au métamorphisme hercynien, se développe un important plutonisme qui se traduit par un chapelet nord de granites rouges tardifs (ceinture batholitique de granites individualisée pour la première fois par le géologue Charles Barrois en 1909, formant de Flamanville à Ouessant un alignement de direction cadomienne, contrôlé par les grands accidents directionnels WSW-ENE), datés de 300 Ma, correspond à un magmatisme permien.

### Hydrographie
Pour un article plus général, voir Réseau hydrographique du Finistère.
La commune est située dans le bassin Loire-Bretagne. Elle est drainée par l'aber Benoit, l'aber bénouic et divers autres petits cours d'eau,.
L'Aber-Benoît, d'une longueur de 31 km, prend sa source dans la commune de Saint-Divy et se jette  dans la Mer Celtique  en limite de Saint-Pabu et de Landéda, après avoir traversé sept communes.

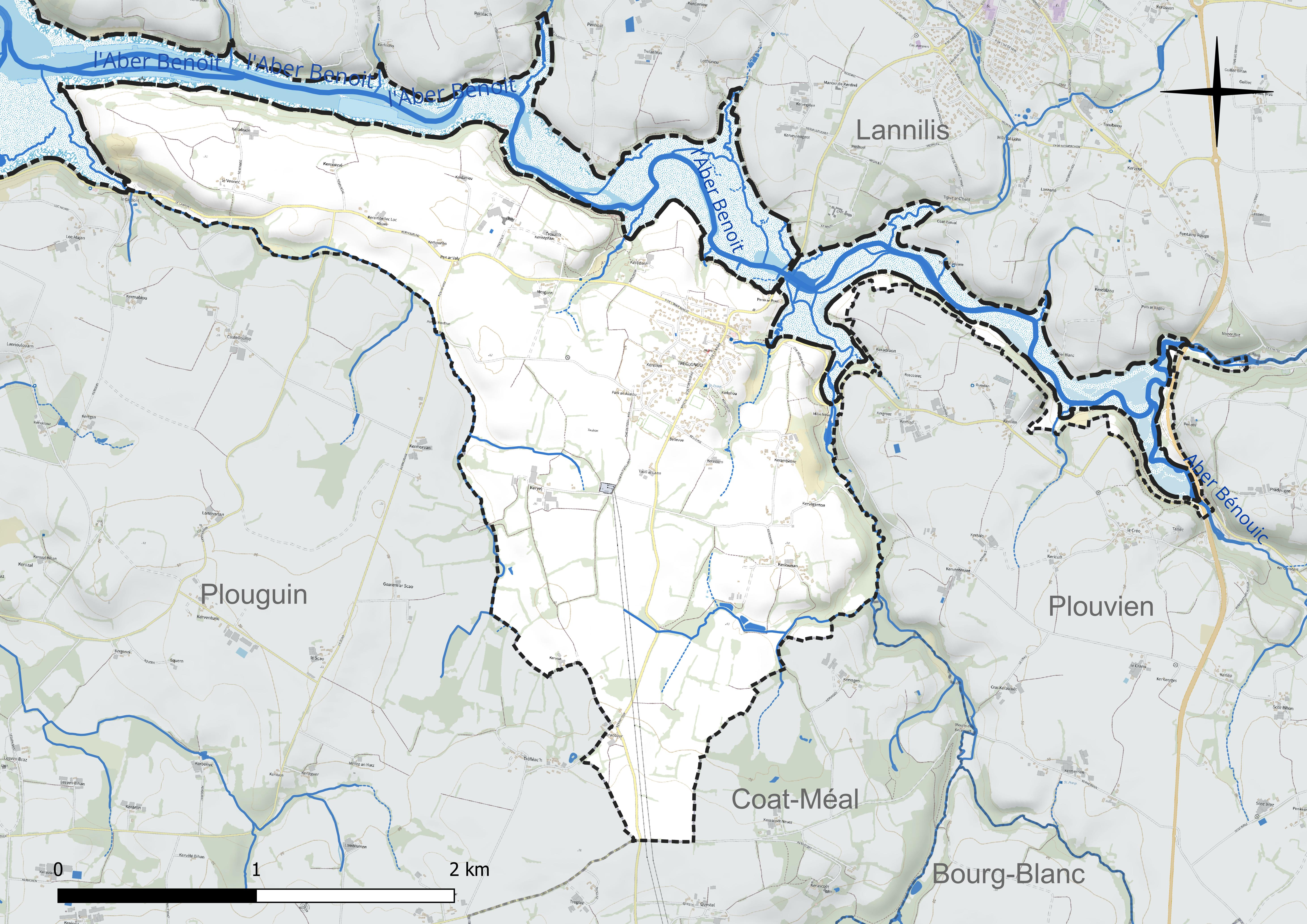
Réseau hydrographique de Tréglonou.

### Climat
Pour des articles plus généraux, voir Climat de la Bretagne et Climat du Finistère.
En 2010, le climat de la commune est de type climat océanique franc, selon une étude du CNRS s'appuyant sur une série de données couvrant la période 1971-2000. En 2020, Météo-France publie une typologie des climats de la France métropolitaine dans laquelle la commune est exposée à un climat océanique et est dans la région climatique Finistère nord, caractérisée par une pluviométrie élevée, des températures douces en hiver (6 °C), fraîches en été et des vents forts. Parallèlement l'observatoire de l'environnement en Bretagne publie en 2020 un zonage climatique de la région Bretagne, s'appuyant sur des données de Météo-France de 2009. La commune est, selon ce zonage, dans la zone « Littoral », exposée à un climat venté, avec des étés frais mais doux en hiver et des pluies moyennes.
Pour la période 1971-2000, la température annuelle moyenne est de 12 °C, avec  une amplitude thermique annuelle de 8,9 °C. Le cumul annuel moyen de précipitations est de 933 mm, avec 15,4 jours de précipitations en janvier et 6,9 jours en juillet. Pour la période 1991-2020, la température moyenne annuelle observée sur la station météorologique la plus proche, située sur la commune de Ploudalmézeau à 9 km à vol d'oiseau, est de 12,1 °C et le cumul annuel moyen de précipitations est de 997,1 mm,. Pour l'avenir, les paramètres climatiques de la commune estimés pour 2050 selon différents scénarios d'émission de gaz à effet de serre sont consultables sur un site dédié publié par Météo-France en novembre 2022.

## Urbanisme

### Typologie
Au 1er janvier 2024, Tréglonou est catégorisée commune rurale à habitat dispersé, selon la nouvelle grille communale de densité à 7 niveaux définie par l'Insee en 2022.
Elle est située hors unité urbaine. Par ailleurs la commune fait partie de l'aire d'attraction de Brest, dont elle est une commune de la couronne,. Cette aire, qui regroupe 68 communes, est catégorisée dans les aires de 200 000 à moins de 700 000 habitants,.
La commune, bordée par la Manche, est également une commune littorale au sens de la loi du 3 janvier 1986, dite loi littoral. Des dispositions spécifiques d'urbanisme s'y appliquent dès lors afin de préserver les espaces naturels, les sites, les paysages et l'équilibre écologique du littoral, tel le principe d'inconstructibilité, en dehors des espaces urbanisés, sur la bande littorale des 100 mètres, ou plus si le plan local d'urbanisme le prévoit.

### Occupation des sols
L'occupation des sols de la commune, telle qu'elle ressort de la base de données européenne d'occupation biophysique des sols Corine Land Cover (CLC), est marquée par l'importance des territoires agricoles (91 % en 2018), une proportion sensiblement équivalente à celle de 1990 (91,5 %). La répartition détaillée en 2018 est la suivante : 
zones agricoles hétérogènes (71,5 %), prairies (18,9 %), zones urbanisées (4,6 %), forêts (3,5 %), eaux maritimes (0,8 %), terres arables (0,6 %). L'évolution de l'occupation des sols de la commune et de ses infrastructures peut être observée sur les différentes représentations cartographiques du territoire : la carte de Cassini (XVIIIe siècle), la carte d'état-major (1820-1866) et les cartes ou photos aériennes de l'IGN pour la période actuelle (1950 à aujourd'hui).

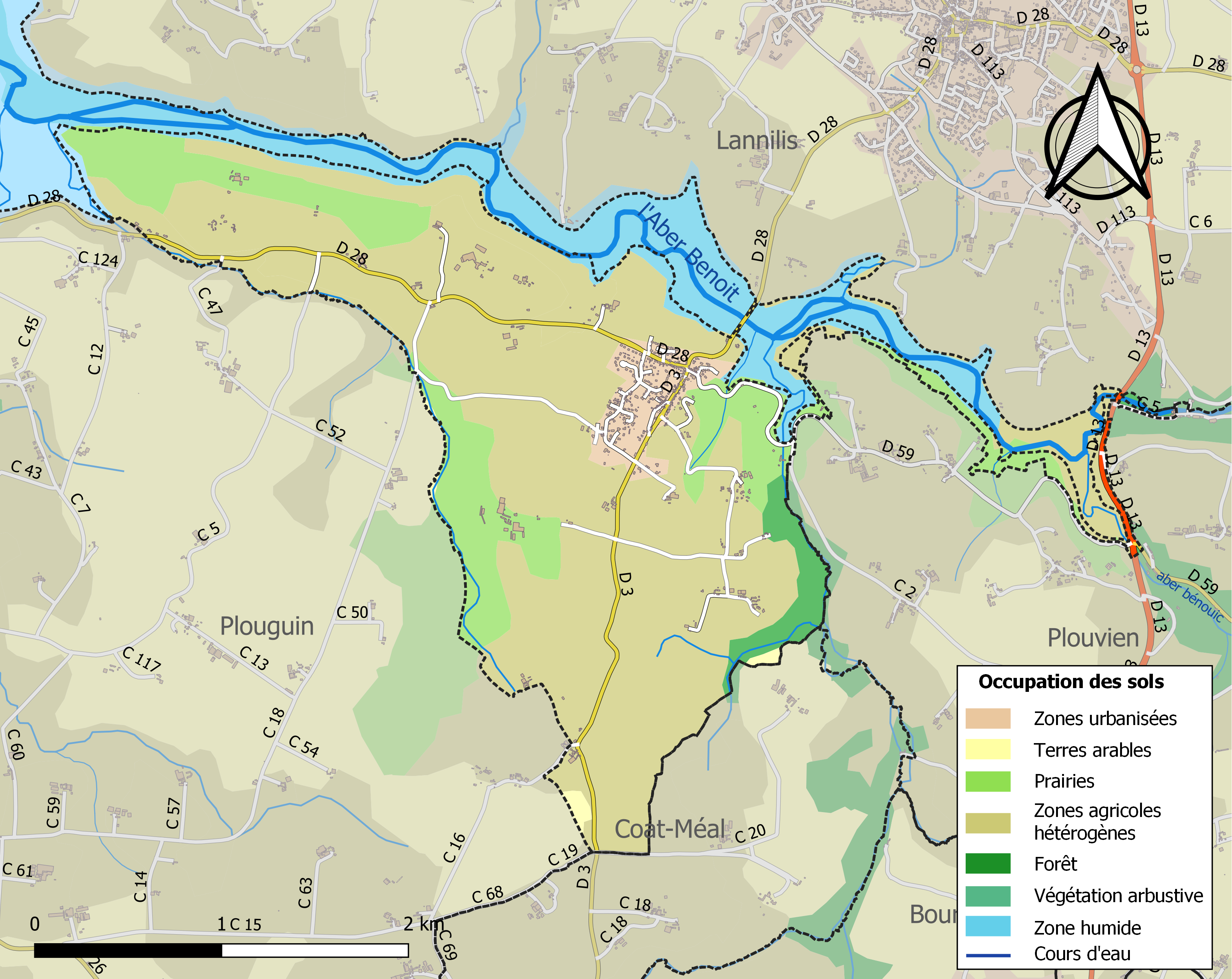
Carte des infrastructures et de l'occupation des sols de la commune en 2018 (CLC).

## Toponymie
Attesté sous la forme de Treffgloeznou en 1465, de Tregoeznou en 1516, le Treffgloznou du XVIIe siècle est aujourd'hui orthographié en breton Treglonoù. C'est une trève de Plouguin dédiée à un supposé "saint Clotnou", inconnu par ailleurs, dans le nom duquel se reconnaissent les mots celtiques clot (gloire), et gnou, qui signifie connu, notoire, avec une idée d'apparition, de révélation.

## Histoire

### Protohistoire: un relai de Tolente?
Au VIIe siècle, l'Aber-Benoît est au cœur des réseaux transcontinentaux acheminant l'étain des Cassitérides. Le métal, qui sert à fabriquer le bronze, est extrait des gisements alluvionnaires, qui se trouvent des deux côtés de la Manche, principalement à Saint-Renan et dans le Dartmoor. Cette exploitation minière, faite en surface, et l'activité corollaire de fonte, favorisée par le couvert forestier de l'intérieur, prospèrent depuis la fin du IIe millénaire jusqu'à ce que l'industrie hallstattienne du fer en ruine le commerce.
Au VIe siècle au plus tôt, ce qui semble être un oppidum de dix huit hectares, soit un rectangle aux angles arrondis de six cents mètres sur trois cents, est construit sur le plateau dominant à une altitude moyenne de cinquante mètres le bourg actuel. Il est entouré d'un double fossé dont la terre extraite sert à tripler le dispositif d'un talus. Le site est proche de l'antique Tolente, port des Osismes que les hagiographes donnent pour actif jusqu'à la fin de l'Antiquité. La place forte est abandonnée vers -400 ou -300, soit deux ou trois siècles avant l'invasion de la province Armorique et la fondation de Vorganium par les Celtes contemporains du roi Bituit.

### Le collier de Tréglonou

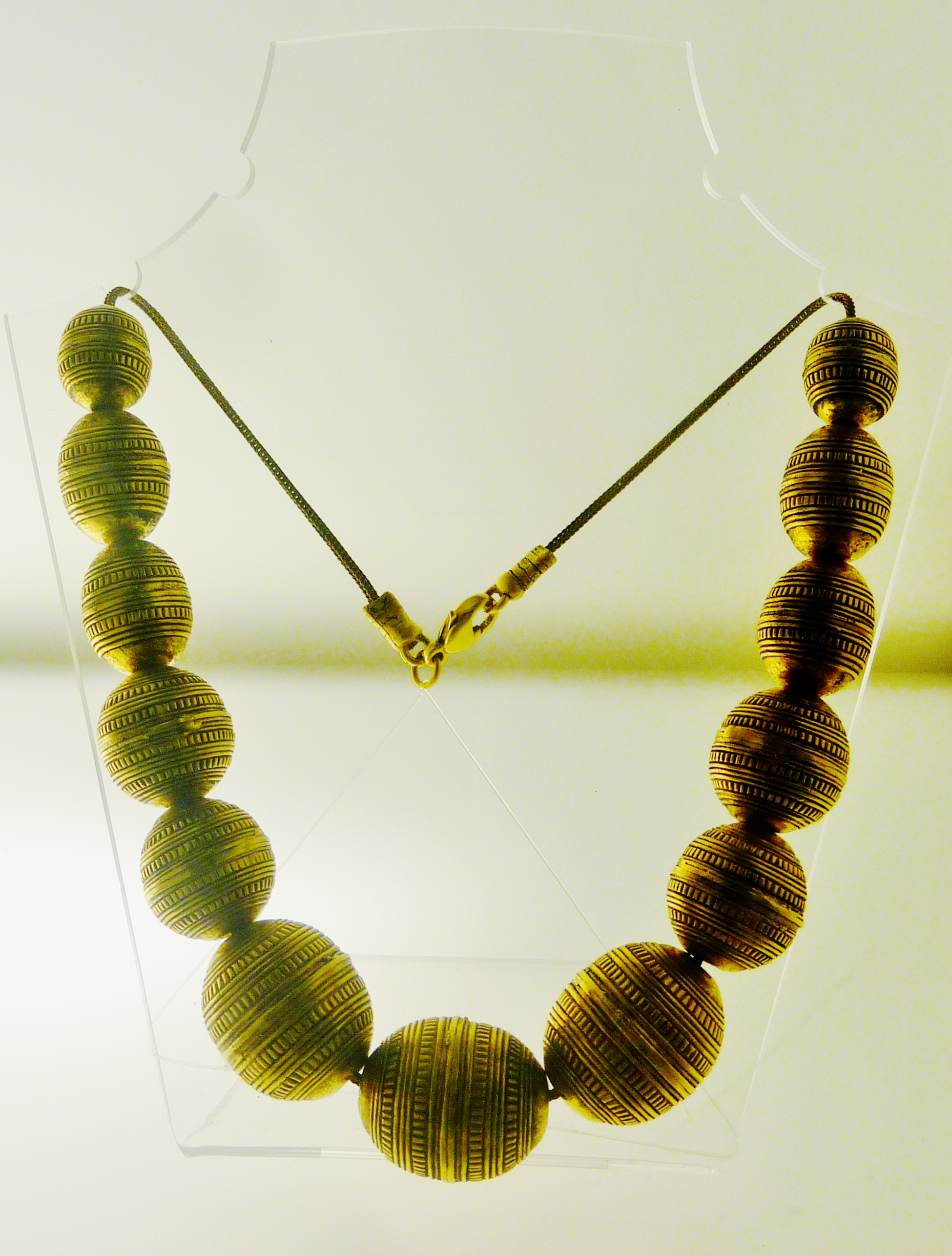
Le collier de Tréglonou.

Les gravats ayant servi à reboucher les fossés cacheront jusqu'en 1985 le célèbre collier de Tréglonou, qu'un effondrement et des fouilles révéleront alors trente centimètres sous le bord du nouveau stade de football, au lieu-dit Kerellen. Conservée au Musée départemental breton de Quimper, c'est une pièce incomparable en électrum, fabriquée peut-être sur place entre le IXe et le Ve siècle av. J.-C. avec un or mêlé à 35 % d'argent, tel qu'il s'en trouvait en Bretagne mais aussi ailleurs.
Il est composé de douze lourdes boules ou perles creuses, plus une moitié d'une. La conception et le procédé de montage de celles-ci diffèrent de ce qui s'observe sur les exemplaires de la civilisation du Wessex. La décoration ciselée en registres, sans être typique, évoque plutôt la civilisation de Hallstatt telle qu'elle prospérait à la fin du -VIIIe siècle au nord des Alpes. Chose remarquable qui ne se retrouve pour un collier qu'en Irlande, a priori au Bronze final, leur calibre est dégressif. Des boules semblables ont été retrouvées dans un site méridional du Finistère datant des débuts de La Tène. Le bijou illustre une technique d'orfèvrerie très fine présente dans l'Etrurie primitive et répandue à partir du -VIe siècle, celle de la soudure par diffusion du cuivre.
Il témoigne du raffinement de la cour des princes marchands de l'âge du bronze final, contemporains d'Homère et de la civilisation des champs d'urnes qui se développe alors sur le continent. Un anneau rouillé et un service composé d'un gobelet cylindrique et de cinq petits godets, qu'on suppose avoir servi aux libations, ont également été retrouvés.

### Fondation d'une trève au Moyen Âge
En 1179, huit ans après l'assassinat de l'évêque du Léon Hamon qui a suivi immédiatement celui de Thomas Becket, le roi Henri II Plantagenêt confisque le titre comtal de feu Guyomarch IV au profit des successeurs de Saint Pol et le futur Tréglonou est attribué avec la seigneurie de Coat-Méal à la branche cadette des héritiers du défunt, les Seigneurs de Léon.
Au XIIIe siècle, le territoire de Tréglonou est inclus dans l'archidiaconé d'Ach érigé par l'évêque de Léon. La trève est fondée dans les années 1330, durant le règne prospère du Duc Jean le Bon, au fond de l'aber au lieu dit Truc Paul. C'est un gué dont le nom commémore le passage du légendaire Paul Aurélien, disciple d'Iltud débarqué à Ouessant en 517, sur son parcours fondateur entre l'île Melon et l'île de Batz.
En 1363, le temporel de Tréglonou passe avec la Seigneurie de Léon dans la maison de Rohan par mariage de la dernière héritière avec Jean, onzième vicomte de Rohan. Les ducs de Rohan, Seigneurs de Léon depuis 1363 et Princes de Léon depuis 1564, une des plus grandes fortunes d'Europe, en gardera la lointaine suzeraineté, qui comporte haute et basse justice, jusqu'à la Révolution.

### Château et histoires de familles: Trouzilic
Au début du XVe siècle, le château de Tronsily ou Tuonsilic, appartient à Guillaume de Launay, qui le laisse à sa veuve en 1423, Jeanne du Quélenec. Rattaché alors à la trève de Locmajean, c'est une maison forte dont il ne reste qu'une tour ronde à meurtrières perdue dans un manoir du XVIIIe et, à cent mètres de là, le pigeonnier. Les Launay, parents des Plusquellec qui ont francisé leur nom de Lannae, sont impliqués, comme beaucoup de familles du Léon, dans le commerce maritime, et ont fait souche en Flandre, où Anvers est devenu le premier port d'Occident. La pratique, qu'encouragera Louis XI en quête d'alliés bretons tel Jean Coatanlem, sera entérinée par le Duc Pierre de Montfort, dont l'ordonnance du 19 décembre 1455 permet aux gentilshommes armateurs de ne pas déroger.
La seigneurie de Coat-Méal, dont dépend Tréglonou, est érigée en vicomté quand Geoffroi de Tournemine, né dans les années 1400, benjamin des petits-fils du compagnon de Duguesclin Pierre II de Tournemine et, par sa mère Isabeau de Beaumanoir, petit-fils de Marguerite de Rohan, épouse Thomine de Poulmic et acquiert de sa belle-sœur, Catherine de Coëtmeur, qui est probablement une Plusquellec, le château de Trouzilic.
Le fils de Geoffroi, Olivier de Tournemine, plus riche résident de la paroisse qui possède également Lescoat, contribue à la construction de l'église. Le cousin à la mode de Bretagne d'Olivier, François de la Hunaudaye, est fait baron en 1487, durant la Guerre folle, et devient jusqu'à sa mort en 1500 un des seize grands personnages du gouvernement du Duc François II puis de la Duchesse Anne. Le sieur de Trouzilic n'a lui-même qu'une fille, Catherine de Tournemine, qui épouse Marc de Kerlech, arrière-arrière-arrière-petit-fils du lieutenant général Tanneguy du Chastel. Leur fils, Guillaume de Kerlec'h, est marié le 24 mars 1529 (ou août selon la lecture d'un trois ou d'un huit) à Françoise Barbier, la quatrième fille d'un riche « annobliz » Kerjean et de Jeanne de Parcevaux, première épouse de celui-ci, laquelle Françoise, veuve cinq ou six ans plus tard, se remarie à Tanguy Rannou, sieur de Keriber et Poulprat en Ploudalmézeau. À la mort du beau-fils de ce dernier, René de Kerlech, le fief est transmis selon la coutume de Bretagne sous le nom de la propriétaire, Barbier.
Au XVIe siècle, le bourg est rattaché à la sénéchaussée de Brest et Saint-Renan.

Principaux seigneurs liés à Tréglonou
Les Launay du Léon, probables fondateurs de Trouzilit, portaient émanché de dix pièces.
Rohan, suzerains de Tréglonou jusqu'à la Révolution.
Tournemine, sieurs de Trousilic en 1481.
Kerlech, branche cadette des Chastel, qui portaient différentes brisures de ceux-ci.
Barbier de Kerjean, héritiers de Trousilic par le mariage de Françoise Barbier avec le fils de Catherine de Tournemine et de Marc de Kerlech.
Carné, devenus sieurs de Trouzilic au début du XVIIe par mariage.
Kergolay, acquéreurs de « Trouzilit » [sic] en ruine en 1679, spoliés en 1797.

Au début du XVIIe siècle, une descendante homonyme de Françoise Barbier apporte en dot Trousilic à Charles de Carné. Leurs fils, Philibert de Carné, aîné de dix-huit enfants honni de Colbert de Croissy et époux de Suzanne de Kerlech de Roservo, représente ce qui subsiste de cette noblesse provincialisée par le centralisme versaillais de Louis XIV, ruinée par l'arrestation de Fouquet et la politique dirigiste de fermeture des frontières et de monopoles courtisans qu'illustre la faillite de la Compagnie des Indes. Ayant la charge de sa mère veuve, il néglige le domaine et, pour faire face aux nécessités de leur rang, le cède, peu avant de décéder le 26 juin 1671, à Claude du Louët de Coetjunval, seigneur de la Villeneuve. C'est apparemment pour abriter les amours cachées du « vicomte de Trousilit », vraisemblablement l'aîné de Philibert, Jacques, lequel, sous ce seul titre anonyme, porte sur les fonts baptismaux d'une paroisse voisine un bâtard conçu durant l'hiver 1675, Pierre Hernay alias Arné.
Les difficultés financières du locataire libertin obligent à la mort de sa mère à mettre le château aux enchères. Celles-ci sont emportées l'année suivante, le 28 août 1679, par un ami de l'aventureuse Duchesse de Portsmouth, Jean de Kergolay, qui réside au manoir du Carpont en Lampaul[Lequel ?]. Le petit-fils de ce dernier, Alain Louis de Kergorlay, combat à Fontenoy et termine sa carrière maréchal de camp des Gardes françaises. L'arrière-petit-fils, Gabriel Louis Marie, voit le manoir nationalisé en tant que bien d'émigré et aliéné le 24 germinal an V.

### Époque moderne
En 1759, une ordonnance de Louis XV ordonne à la paroisse de Trefglonou [Tréglonou] de fournir 4 hommes et de payer 26 livres pour « la dépense annuelle de la garde-côte de Bretagne ».
La cure de Tréglonou était en 1786 l'une des plus pauvres du diocèse de Léon avec moins de 300 livres de revenu, pas plus que la portion congrue à cette date.

### LeXIXesiècle
En 1842, le quartier oriental de Saint-Vennec est détaché de la commune de Plouguin pour être rattaché à celle de Tréglonou.
Émile de Riverieulx, propriétaire et agriculteur à Tréglonou, fut élu député du Finistère lors des premières élections législatives organisées au suffrage universel le 23 avril 1848, mais resta député, siégeant à droite, pendant un peu plus d'un an seulement (jusqu'au 26 mai 1849).
En 1851, un pont en bois, long de plus de 50 mètres, reliant par-dessus des piles en pierre deux digues de terre et de gros pavés élevées à partir de chaque rive, remplace le bac ou le passage par le gué de Bec an Truc. Le bourg se trouve désormais rapproché de Lannilis. Pendant quarante deux ans, jusqu'en 1893, le concessionnaire se rémunérera par un péage.

### LeXXesiècle

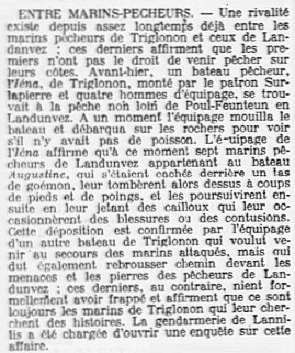
Une rixe entre pêcheurs de Landunvez et de Tréglonou en 1911.

#### LeKannadig Treglonou
En 1916, deux ans après sa nomination, le recteur Jacques Calvarin (1868-1941) édite le Kannadig Treglonou (Le Petit Messager de Tréglonou). La feuille de chou, qui tirera jusqu'à deux mille exemplaires, illustre le classicisme léonard de la langue bretonne et défend au sein du Bleun Brug une certaine modération conservatrice contre les innovations du KLT promues par les nationalistes de Feiz ha Breiz que dirige son collègue Jean-Marie Perrot. Le titre a été repris par le bulletin municipal.

#### La Première Guerre mondiale
Le monument aux morts de Tréglonou porte les noms de 24 soldats et marins morts pour la France pendant la Première Guerre mondiale ; parmi eux François Prigent, soldat au 71e régiment d'infanterie, a été tué dès le 22 août 1914 à Arsimont (Belgique) ; la plupart des autres sont morts sur le sol français dont François Berthou, caporal au 219e régiment d'infanterie, tué le 17 avril 1916 à Douaumont, a été décoré de la Médaille militaire et de la Croix de guerre ; Yves Peoc'h, marsouin au 22e régiment d'infanterie coloniale, a été la dernière victime de la commune, tué à l'ennemi le 20 octobre 1918 à Herpy-l'Arlésienne (Ardennes).

#### L'Entre-deux-guerres

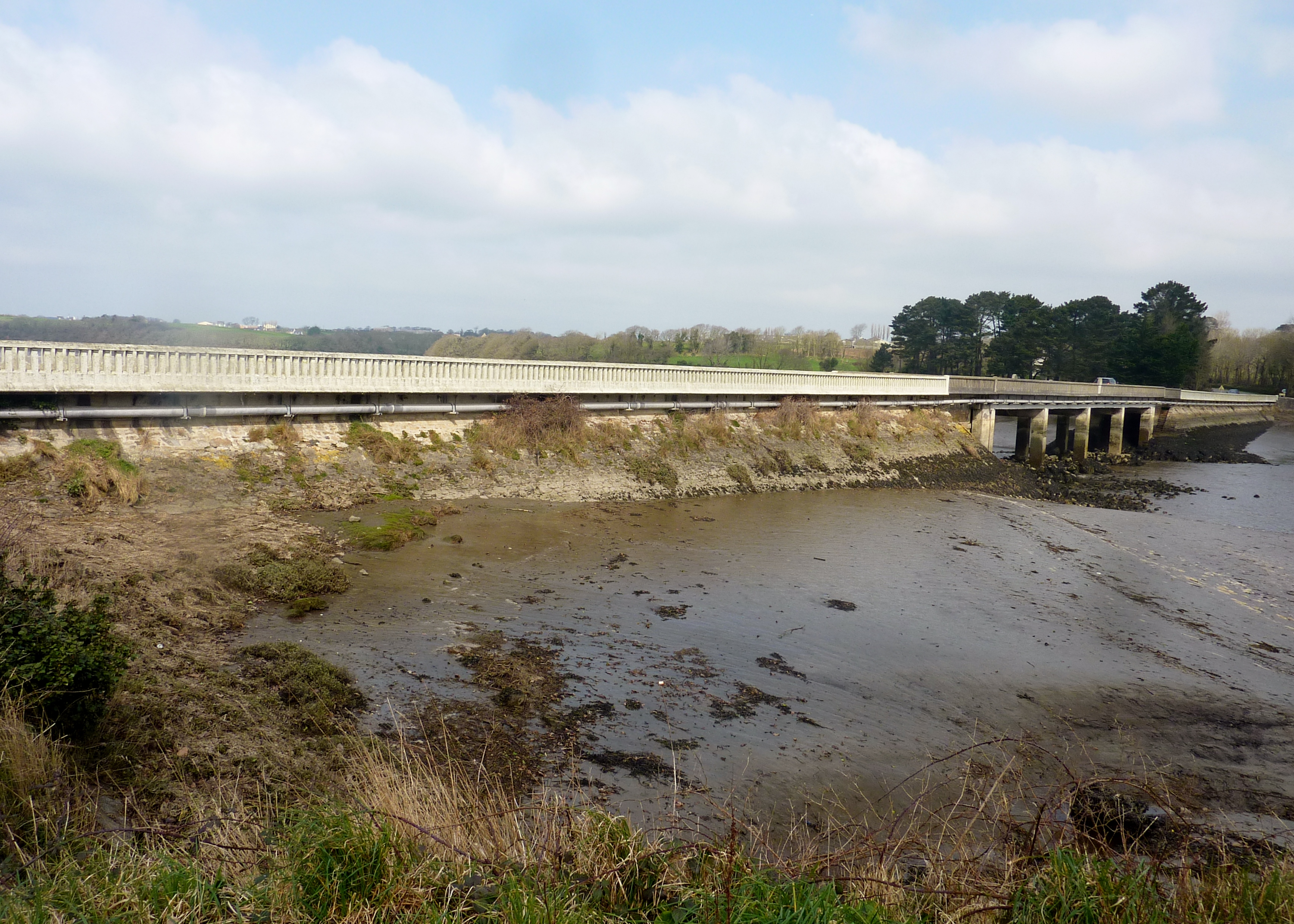
Le pont en béton armé de Tréglonou sur l'Aber Benoît.

Le pont en bois étant devenu insuffisant en raison du trafic grandissant, le Conseil général du Finistère inaugura un pont en béton armé, long de 70,70 mètres, qui est inauguré le 25 août 1935 ; son inauguration fut l'occasion d'une grande fête.
Le 11 août 1935, l'abbé Calvarin inaugure la croix de mission en face du pont qui vient d'être reconstruit en béton armé et dont elle continue de marquer l'entrée.
Entre les décennies 1930 et 1950 20 % des habitants de Tréglonou étaient pêcheurs, prenant notamment, à bord de leurs bateaux de 5,75 mètres, du lieu, du mulet, de la sole ; d' autres étaient pêcheurs à pied, partant la nuit à marée basse avec leurs haveneaux pour pêcher des bouquets (crevettes roses). « Les familles de pêcheurs étaient concentrées rue Pors Egras, une artère d'une centaine de mètres bordée de petites maisons basses en pierre où il y avait rarement un étage (...) À Landéda, [on trouvait] que les pêcheurs de Tréglonou ramassaient des crevettes aussi microscopiques que des poux (lahou en breton), d'où leur surnom de "tueurs de poux" (Larc'h Lahou en breton). Georges Surlapierrre a écrit un livre intitulé "Tréglonou, port de pêche, au pays des Larc'h Lahou".
En 1939 à Tréglonou, un seul habitant de la commune ne fit pas ses Pâques.

#### LaSeconde Guerre mondiale

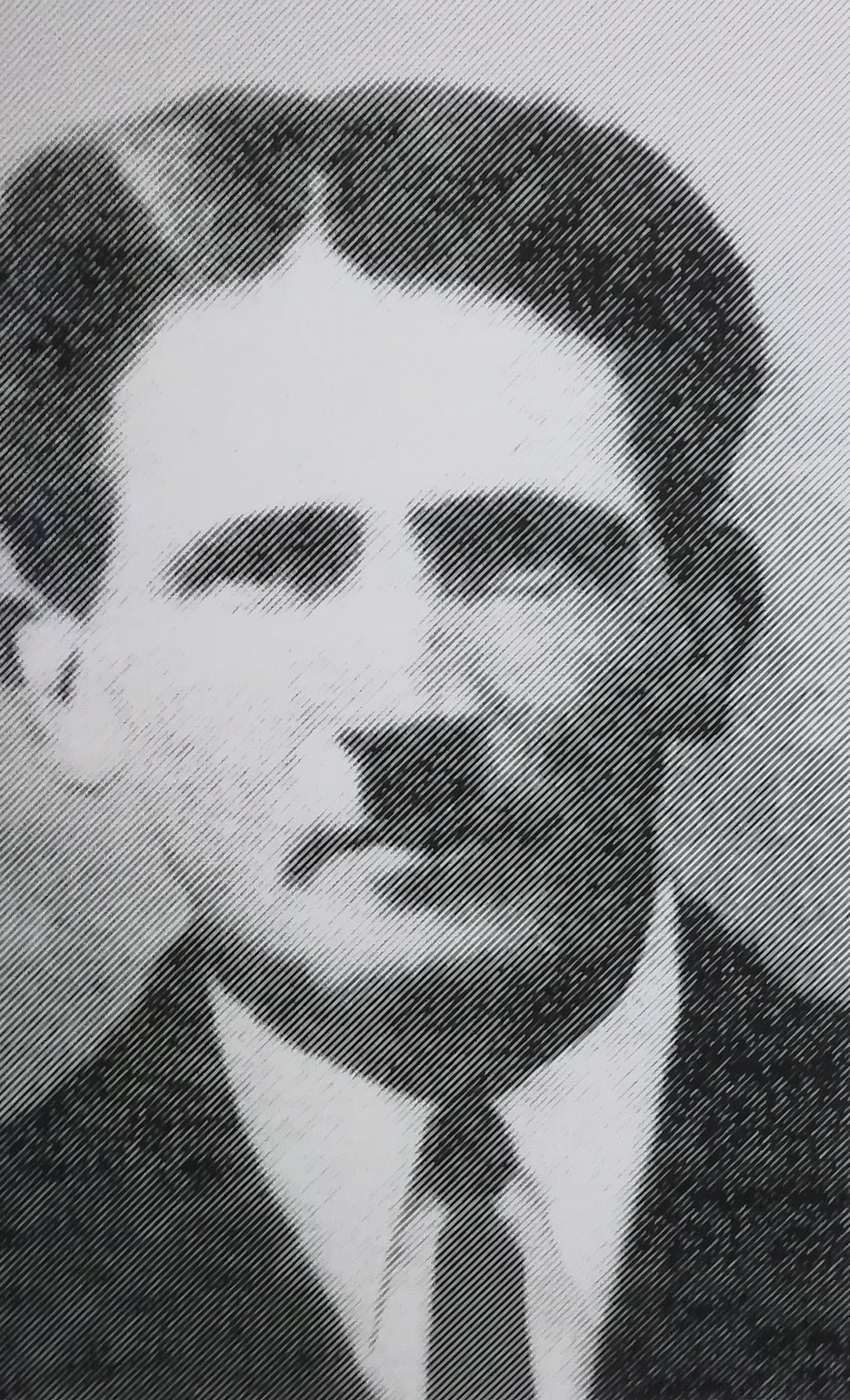
Joseph Mouden, agriculteur à Tréglonou, résistant FFI et membre du réseau d'évasion Jade-Fitzroy, décédé au camp de concentration de Neuengamme (photographie exposée au "Musée de la Résistance en Bretagne" de Saint-Marcel).

Durant l'Occupation, une patrouille de douze hommes de la Wehrmacht est installée dans un blockhaus construit pour garder le pont. La Gestapo ouvre une antenne au manoir de Trouzilit. Joseph Mouden, un agriculteur membre du réseau de résistance FFI du canton de Lannilis", puis du réseau d'évasion Jade-Fitzroy vers l'Angleterre (il est chargé de convoyer des aviateurs alliés et des agents destinés à être exfiltrés qu'il cache à son domicile avant leur embarquement), est arrêté le 31 mai 1944 par la Gestapo, assistée par des hommes du kommando de Landerneau, et est torturé devant sa femme. Après sa mort au camp de concentration de Neuengamme en 29 janvier 1945, un calvaire est dressé à sa mémoire. Entre-temps, la veille du Débarquement, le 5 août 1944, une section de la Résistance aura échoué à chasser les soldats du blockhaus.

#### L'après-Seconde-Guerre-mondiale
En 1957, le dernier des quelque quinze patrons pêcheurs qui opéraient encore en 1945 entre Le Conquet et Batz à partir de Porz Egras remise sa voile aurique et sa coque de cinq mètres soixante quinze, l'Anselme, exposée rue du Pont.

## Démographie

| 1793 | 1800 | 1806 | 1821 | 1831 | 1836 | 1841 | 1846 | 1851 |
| ---- | ---- | ---- | ---- | ---- | ---- | ---- | ---- | ---- |
| 343  | 328  | 356  | 329  | 333  | 400  | 461  | 570  | 592  |

| 1856 | 1861 | 1866 | 1872 | 1876 | 1881 | 1886 | 1891 | 1896 |
| ---- | ---- | ---- | ---- | ---- | ---- | ---- | ---- | ---- |
| 571  | 534  | 553  | 531  | 551  | 546  | 550  | 572  | 601  |

| 1901 | 1906 | 1911 | 1921 | 1926 | 1931 | 1936 | 1946 | 1954 |
| ---- | ---- | ---- | ---- | ---- | ---- | ---- | ---- | ---- |
| 641  | 630  | 666  | 614  | 658  | 659  | 663  | 584  | 552  |

| 1962 | 1968 | 1975 | 1982 | 1990 | 1999 | 2005 | 2006 | 2010 |
| ---- | ---- | ---- | ---- | ---- | ---- | ---- | ---- | ---- |
| 454  | 381  | 384  | 445  | 494  | 492  | 523  | 535  | 600  |

| 2015 | 2020 | 2022 | - | - | - | - | - | - |
| ---- | ---- | ---- | - | - | - | - | - | - |
| 637  | 691  | 689  | - | - | - | - | - | - |

## Politique et administration

### Liste des maires
| Période                                  | Période  | Identité                         | Étiquette | Qualité |
| ---------------------------------------- | -------- | -------------------------------- | --------- | --- |
| 1803                                     | 1809     | Jean Michel Garo [Caroff]        |           | |
| 1809                                     | 1819     | Pierre Potin                     |           | |
| 1819                                     | 1826     | Jean Bellec                      |           | Cultivateur. |
| 1826                                     |          | François Bellec                  |           | |
| 1831                                     | 1833     | Guillaume Falhun                 |           | Cultivateur. |
| 1834                                     | 1845     | Armand Marie Émile de Riverieulx |           | Propriétaire. Député du Finistère en 1848-1849.                                                                                  |
| 1845                                     | 1850     | Jean Riou                        |           | |
| 1850                                     | 1851     | Armand Marie Émile de Riverieulx |           | Délà maire entre 1834 et 1845 |
| 1853                                     | 1853     | Jean François Kerlosquet         |           | Cultivateur. |
| 1854                                     | 1859     | François Le Bris                 |           | Cultivateur. |
| 1860                                     | 1870     | François Lavanant                |           | Meunier |
| 1871                                     | 1871     | François Le Bris                 |           | Déjà maire entre 1854 et 1859.                                                                                                   |
| 1871                                     | 1873     | Joseph Gouez                     |           | Cultivateur. |
| 1874                                     | 1880     | François Marie Potin             |           | Cultivateur. |
| 1881                                     | 1898     | Thomas Marie Émile de Riverieulx |           | Avocat. Fils d'Émile Armand de Riverieulx, maire entre 1834 et 1848 et entre 1850 et 1851.                                       |
| 1898                                     | 1919     | Robert Denys de Riverieulx       |           | Avocat. Fils de Thomas Marie Émile de Riverieulx, maire précédent.                                                               |
| 1919                                     | 1945     | Jean Joseph Jaouen               |           | Cultivateur. |
| 1948                                     | 1971     | Jean-Louis Vuors                 |           | Cultivateur. |
| 1971                                     | 1983     | Étienne Le Guen                  |           | |
| 1983                                     | 2001     | Francis Quiviger                 |           | Artisan électricien. Décide en 2001 de ne pas se représenter                                                                     |
| 2001                                     | 2008     | René Le Ru                       |           | Élu maire par 6 voix contre 5 à Chantal Roussel.                                                                                 |
| 2008                                     | En cours | Guy Taloc                        | DVD       | Retraité. Conseiller départemental depuis 2021. Vice-président chargé des travaux à la Communauté de communes du Pays des Abers. |
| Les données manquantes sont à compléter. |          |                                  |           | |

### Langue bretonne

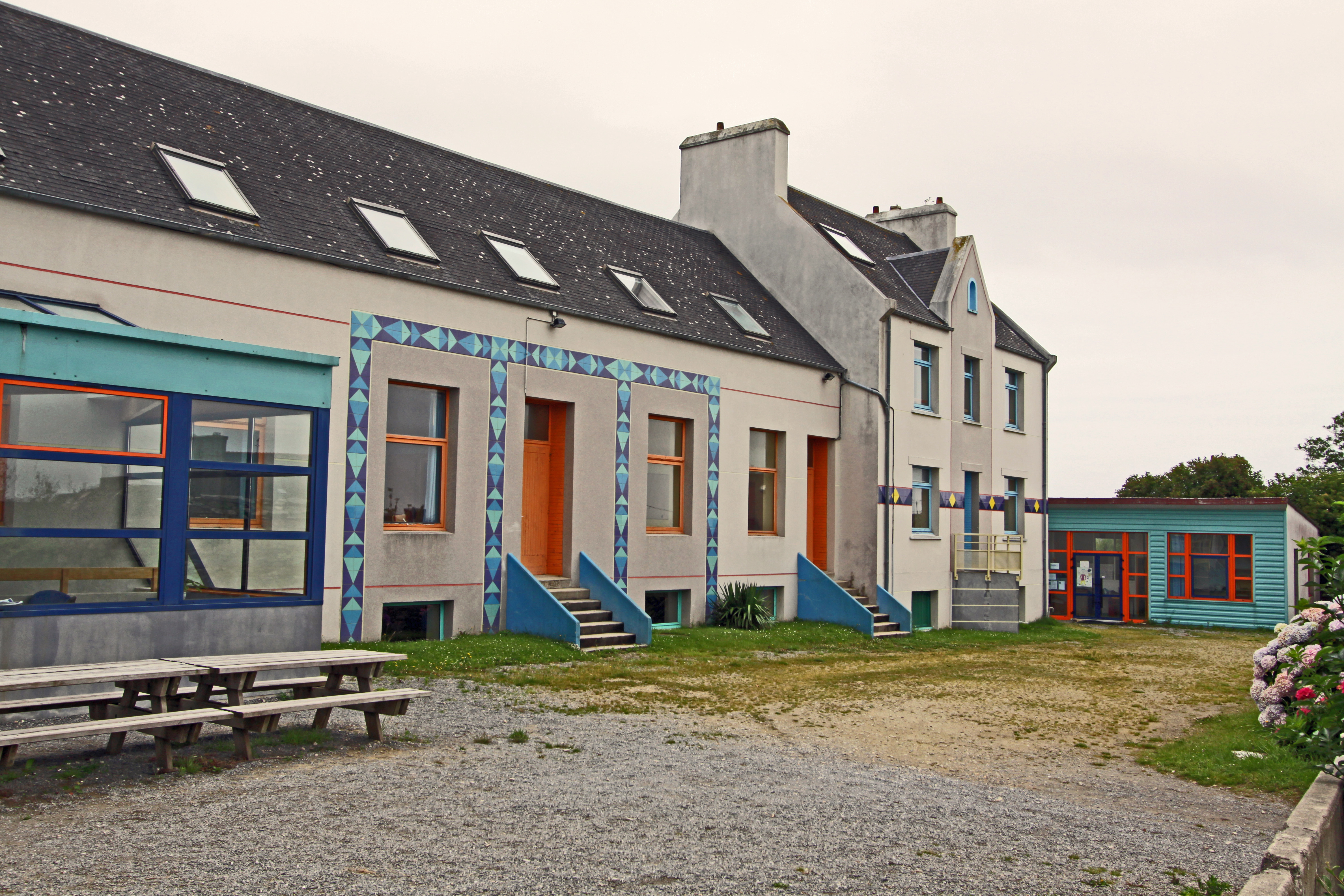
Centre aéré An Oaled.

Un centre de vacances et de loisirs affilié au réseau associatif des écoles Diwan, An Oaled (« Le Foyer »), organise, outre un accueil des enfants de la commune et des communes voisines, des stages de breton depuis 1989.
L'adhésion à la charte Ya d'ar brezhoneg a été votée par le Conseil municipal le 28 septembre 2010.

### Jumelages
- Saint-Germain-sur-École

## Patrimoine

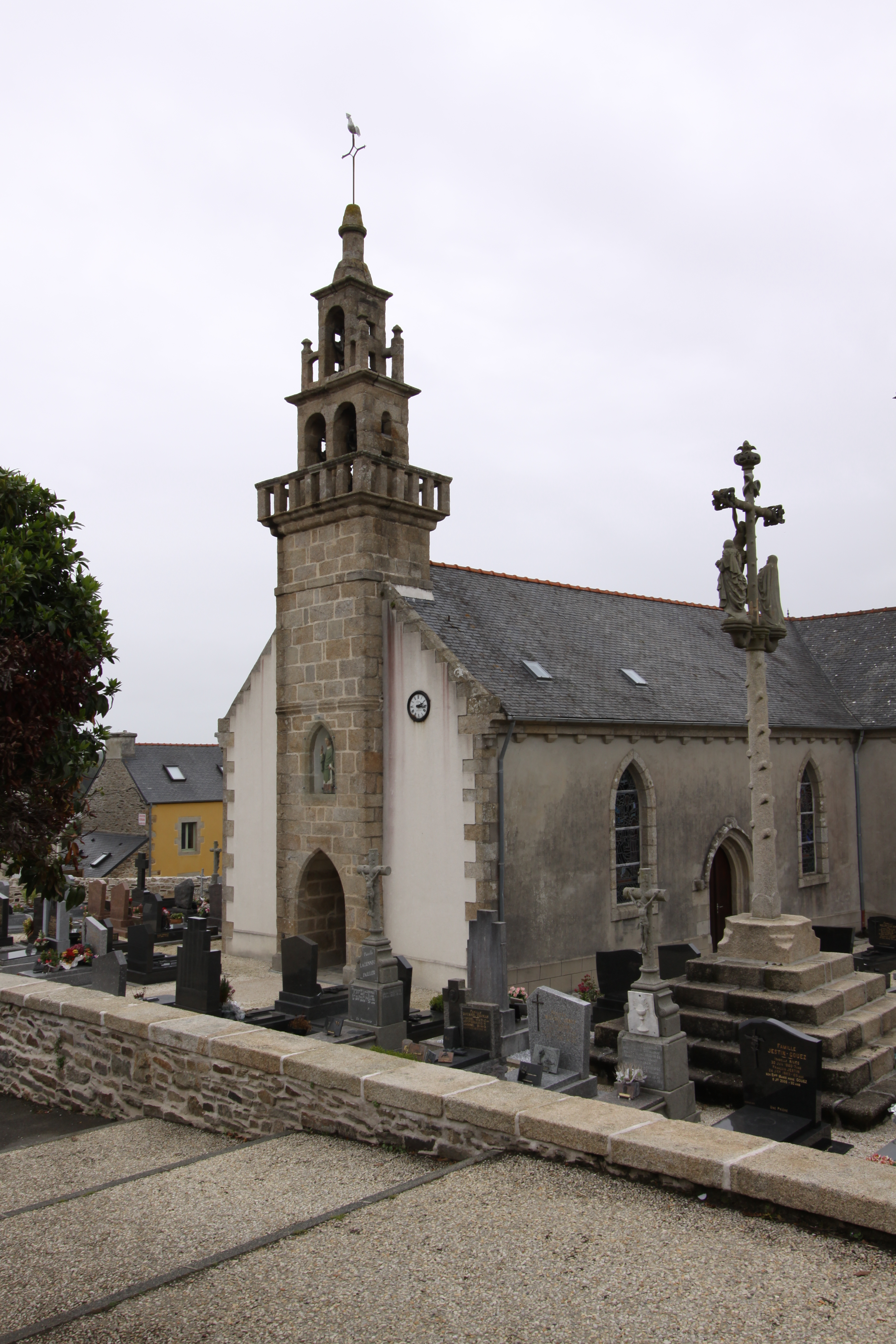
Église Saint-Pol-Aurélien construite en 1860 et son clocher ajouré à galerie typique. Seuls quelques bénitiers et le porche, sculpté d'une brisure des Tournemine, restent de l'église de la fin du XVe.
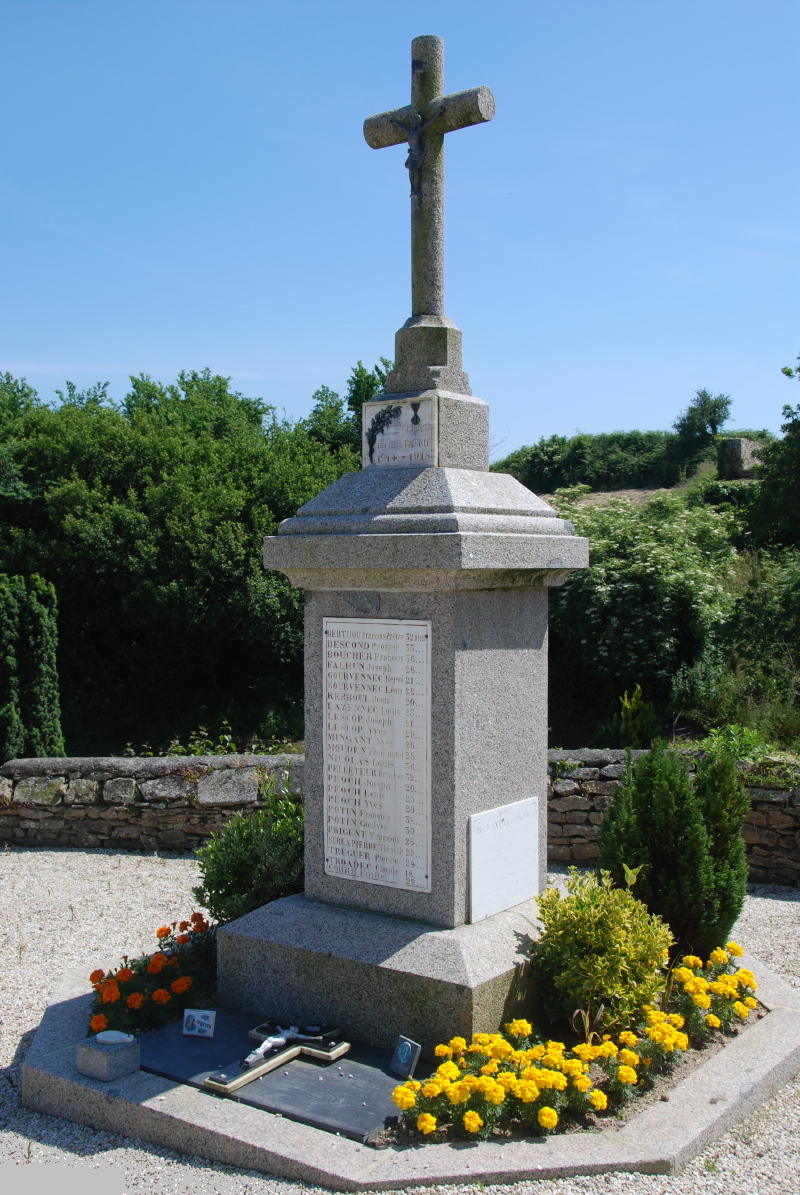
Monument aux morts de 1914-1918.

## Tourisme
Le manoir de Trouzilit, centre équestre et hébergement, est un lieu de manifestations culturelles.

## Héraldique
| Blason de Tréglonou | Blason  | Écartelé, au premier d'azur à la barque contournée d'argent voguant sur une rivière d'azur accostée à dextre d'une falaise aussi d'argent surmontée d'une chapelle d'or, au franc-canton d'hermine, qui est Tréglonou ancien, au deuxième contre-écartelé d'or et d'azur le tout sommé d'un chef bastillé de gueules, qui est cadet de Tournemine, au troisième de vair plain de gueules et d'or, qui est Kergolay, au quatrième d'argent au gouvernail de sable accompagné de trois croisettes du même, qui est Kerouarz; sur le tout d'or au lion morné de sable, qui est seigneur de Léon. |
| Blason de Tréglonou | Détails | Adopté le 25 aoüt 1935, le blason ajoute à celui de 1674 les armes des principaux seigneurs du lieu. Une version de vair est proposée sur l'armorial de France. concepteur : Louis Le Guennec; dessin original de Michel Gourvenec Différences entre dessin et blasonnement : vair. Le statut officiel du blason reste à déterminer. |